# Marcus Marshall
Marcus Marshall (ur. 25 listopada 1978 roku w Burnie) – australijski kierowca wyścigowy.

## Kariera
Marshall rozpoczął karierę w międzynarodowych wyścigach samochodowych w 1998 roku od startów w Australian GT Production Car Championship i OAMPS Insurance Endurance Classic. W Australian GT Production Car Championship był osiemnasty w klasie A. W późniejszych latach Australijczyk pojawiał się także w stawce Formuły Ford Queensland, Australijskiej Formuły Ford, Bathurst 24 Hour Race, Konica V8 Supercar Series, V8 Supercars, Australijskiego Pucharu Porsche Carrera, Porsche Supercup, Australijskiej Formuły 3, Brytyjskiej Formuły 3, Masters of Formula 3, Champ Car, Panasonic V8 Supercars GP 100, A1 Grand Prix, Australian GT Championship, Auto One V8 Utes Racing Series oraz Liqui Moly Bathurst 12 Hour.
W V8 Supercars Australijczyk startował w latach 2003-2011. Najlepszy wynik osiągnął w 2008 roku, kiedy z dorobkiem 1113 punktów uplasował się na 23 pozycji w klasyfikacji generalnej.